# Агус Мартовардоджо
Агус Дермаван Винтарто Мартовардоджо (индон. Agus Dermawan Wintarto Martowardojo), более известный как Агус Мартовардоджо (род. 24 января 1956 года, Амстердам) — индонезийский экономист и государственный деятель. Директор Банка Индонезии (2013-2018). Министр финансов Индонезии (2010—2013).

## Биография

### Ранние годы жизни
Родился 24 января 1956 года в Амстердаме. В 1984 году окончил школу экономики Университета Индонезии, после чего стал кредитным специалистом в индонезийском отделении Bank of America. Впоследствии неоднократно занимал руководящие должности в крупнейших банках Индонезии, заслужив репутацию одного из самых успешных банкиров страны: в частности, он был президентом банка Бимипутера (1995—1998) и президентом Экспортно-импортного банка Индонезии (1998—1999).

### Руководство Банком Мандири
С 2005 по 2010 год Агус был генеральным директором крупнейшего банка страны — Банк Мандири. В период руководства Агуса банком Мандири были решены вопросы с выплатами по неработающим кредитам, а также увеличена прибыль банка (в 2008 году она составила 418 миллионов долларов США), в результате чего рейтинг банка среди международных инвесторов существенно вырос . Также Агус сыграл большую роль в возвращении государству 1230000000000 индонезийских рупий (133150000 долларов США), незаконно присвоенных Томми Сухарто, сыном бывшего президента Сухарто.

### Министр финансов
20 мая 2010 года Агус был назначен министром финансов Индонезии, сменив на этом посту Сри Мульяни Индравати и войдя в состав Второго кабинета единой Индонезии. Назначение Агуса вызвало положительные отклики в СМИ; в частности, аналитиками отмечались его управленческие способности, а также опыт в налаживании контактов с зарубежными партнёрами. Также в заслугу Агусу ставилось то, что он неоднократно представлял Индонезию на форумах G20.
В марте 2011 года Агус объявил о проведении новой фискальной политики государства; основной акцент в ней должен был делаться на стимулировании роста реального сектора и инвестиций, предназначенных, в свою очередь, для стимулирования экономического роста в масштабах всей страны. В рамках новой политики был отменён налог на добавленную стоимость (НДС) при продаже недвижимости стоимостью менее 70 миллионов рупий (7910 долларов США); до этого верхняя планка стоимости недвижимости, не облагаемой НДС, составляла 55 миллионов рупий. Также в период министерства Агуса был проведён ряд мероприятий по поддержке малообеспеченных граждан. В частности, для них был отменён налог на продажу растительного масла (как оптом, так и в розницу), а Бюро логистики начало предоставлять малообеспеченным рис по сниженной цене; при этом 50 процентов расходов по поставке риса брало на себя министерство финансов.

### Директор Банка Индонезии
Впервые Агус был номинирован на должность директора Банка Индонезии в 2008 году, вместе с рядом других кандидатов, однако его кандидатура не получила поддержки Совета народных представителей (СНП). 22 февраля 2013 года, после отставки Дармина Насутиона, президент Сусило Бамбанг Юдойоно утвердил Агуса в качестве единственной кандидатуры на должность директора. 27 марта 2013 года финансовый комитет СНП избрал Агуса директором Банка Индонезии на срок до 2018 года; за его кандидатуру проголосовало 46 членов комитета, против — семеро, при одном воздержавшемся.